# 帕塔坎查山
13°09′12″S 72°12′58″W / 13.15333°S 72.21611°W
帕塔坎查山（Patacancha），是秘魯的山峰，位於該國東南部庫斯科大區，由烏魯班巴省的奧揚泰坦博區負責管轄，屬於烏魯潘帕山脈的一部分，海拔高度4,666米。